# Фаділь Абдурахманович
Фаділь Абдурахманович (сербохорв. Fadil Abdurahmanović; нар. 24 липня 1939, Сараєво) — боснійський шаховий композитор. Міжнародний арбітр з шахової композиції (1972), міжнародний майстер з шахової композиції (1980), гросмейстер з шахової композиції (1992).

## Життєпис
Народився 24 липня 1939 року в Сараєво, Югославія (нині Боснія і Герцеговина). Почав публікувати шахові задачі у 1955 році.
Абдурахманович спеціалізується на складанні кооперативних матів і вважається одним з найкреативніших авторів у цьому жанрі. За свою кар'єру створив понад 550 шахових задач.
У 1972 році був призначений міжнародним арбітром з шахової композиції, в 1980 році отримав звання міжнародного майстра з шахової композиції, у 1992 році йому було присвоєно звання гросмейстера з шахової композиції.
У 2009 році була видана книга «The Wizard from Sarajevo» Майка Прчича, яка містить вибрані композиції Абдурахмановича.

## Теми

### Тема Абдурахмановича-1
Тема в шаховій композиції кооперативного жанру. Суть теми — одна і та ж чорна фігура розв'язується різними способами білими і чорними фігурами.
Чорна фігура зв'язана білою. Є чотири розв'язки задачі в яких чорна фігура розв'язується чотирма різними способами, а саме: перекривається лінія зв'язки наступним  ходом білої фігури, перекривається ходом чорної фігури, відхід білої фігури, яка зв'язує, відхід чорного короля з лінії зв'язки.
|   | a | b | c | d | e | f | g | h |   |
| 8 | c8 білий кінь · e8 чорний кінь · h6 чорна тура · b5 чорний слон · c5 чорний король · b4 білий кінь · d4 чорна тура · c3 чорний слон · d3 біла тура · a2 білий король · c2 чорний кінь · d2 чорний пішак · f2 білий слон · h1 чорний ферзь | c8 білий кінь · e8 чорний кінь · h6 чорна тура · b5 чорний слон · c5 чорний король · b4 білий кінь · d4 чорна тура · c3 чорний слон · d3 біла тура · a2 білий король · c2 чорний кінь · d2 чорний пішак · f2 білий слон · h1 чорний ферзь | c8 білий кінь · e8 чорний кінь · h6 чорна тура · b5 чорний слон · c5 чорний король · b4 білий кінь · d4 чорна тура · c3 чорний слон · d3 біла тура · a2 білий король · c2 чорний кінь · d2 чорний пішак · f2 білий слон · h1 чорний ферзь | c8 білий кінь · e8 чорний кінь · h6 чорна тура · b5 чорний слон · c5 чорний король · b4 білий кінь · d4 чорна тура · c3 чорний слон · d3 біла тура · a2 білий король · c2 чорний кінь · d2 чорний пішак · f2 білий слон · h1 чорний ферзь | c8 білий кінь · e8 чорний кінь · h6 чорна тура · b5 чорний слон · c5 чорний король · b4 білий кінь · d4 чорна тура · c3 чорний слон · d3 біла тура · a2 білий король · c2 чорний кінь · d2 чорний пішак · f2 білий слон · h1 чорний ферзь | c8 білий кінь · e8 чорний кінь · h6 чорна тура · b5 чорний слон · c5 чорний король · b4 білий кінь · d4 чорна тура · c3 чорний слон · d3 біла тура · a2 білий король · c2 чорний кінь · d2 чорний пішак · f2 білий слон · h1 чорний ферзь | c8 білий кінь · e8 чорний кінь · h6 чорна тура · b5 чорний слон · c5 чорний король · b4 білий кінь · d4 чорна тура · c3 чорний слон · d3 біла тура · a2 білий король · c2 чорний кінь · d2 чорний пішак · f2 білий слон · h1 чорний ферзь | c8 білий кінь · e8 чорний кінь · h6 чорна тура · b5 чорний слон · c5 чорний король · b4 білий кінь · d4 чорна тура · c3 чорний слон · d3 біла тура · a2 білий король · c2 чорний кінь · d2 чорний пішак · f2 білий слон · h1 чорний ферзь | 8 |
| 7 | c8 білий кінь · e8 чорний кінь · h6 чорна тура · b5 чорний слон · c5 чорний король · b4 білий кінь · d4 чорна тура · c3 чорний слон · d3 біла тура · a2 білий король · c2 чорний кінь · d2 чорний пішак · f2 білий слон · h1 чорний ферзь | c8 білий кінь · e8 чорний кінь · h6 чорна тура · b5 чорний слон · c5 чорний король · b4 білий кінь · d4 чорна тура · c3 чорний слон · d3 біла тура · a2 білий король · c2 чорний кінь · d2 чорний пішак · f2 білий слон · h1 чорний ферзь | c8 білий кінь · e8 чорний кінь · h6 чорна тура · b5 чорний слон · c5 чорний король · b4 білий кінь · d4 чорна тура · c3 чорний слон · d3 біла тура · a2 білий король · c2 чорний кінь · d2 чорний пішак · f2 білий слон · h1 чорний ферзь | c8 білий кінь · e8 чорний кінь · h6 чорна тура · b5 чорний слон · c5 чорний король · b4 білий кінь · d4 чорна тура · c3 чорний слон · d3 біла тура · a2 білий король · c2 чорний кінь · d2 чорний пішак · f2 білий слон · h1 чорний ферзь | c8 білий кінь · e8 чорний кінь · h6 чорна тура · b5 чорний слон · c5 чорний король · b4 білий кінь · d4 чорна тура · c3 чорний слон · d3 біла тура · a2 білий король · c2 чорний кінь · d2 чорний пішак · f2 білий слон · h1 чорний ферзь | c8 білий кінь · e8 чорний кінь · h6 чорна тура · b5 чорний слон · c5 чорний король · b4 білий кінь · d4 чорна тура · c3 чорний слон · d3 біла тура · a2 білий король · c2 чорний кінь · d2 чорний пішак · f2 білий слон · h1 чорний ферзь | c8 білий кінь · e8 чорний кінь · h6 чорна тура · b5 чорний слон · c5 чорний король · b4 білий кінь · d4 чорна тура · c3 чорний слон · d3 біла тура · a2 білий король · c2 чорний кінь · d2 чорний пішак · f2 білий слон · h1 чорний ферзь | c8 білий кінь · e8 чорний кінь · h6 чорна тура · b5 чорний слон · c5 чорний король · b4 білий кінь · d4 чорна тура · c3 чорний слон · d3 біла тура · a2 білий король · c2 чорний кінь · d2 чорний пішак · f2 білий слон · h1 чорний ферзь | 7 |
| 6 | c8 білий кінь · e8 чорний кінь · h6 чорна тура · b5 чорний слон · c5 чорний король · b4 білий кінь · d4 чорна тура · c3 чорний слон · d3 біла тура · a2 білий король · c2 чорний кінь · d2 чорний пішак · f2 білий слон · h1 чорний ферзь | c8 білий кінь · e8 чорний кінь · h6 чорна тура · b5 чорний слон · c5 чорний король · b4 білий кінь · d4 чорна тура · c3 чорний слон · d3 біла тура · a2 білий король · c2 чорний кінь · d2 чорний пішак · f2 білий слон · h1 чорний ферзь | c8 білий кінь · e8 чорний кінь · h6 чорна тура · b5 чорний слон · c5 чорний король · b4 білий кінь · d4 чорна тура · c3 чорний слон · d3 біла тура · a2 білий король · c2 чорний кінь · d2 чорний пішак · f2 білий слон · h1 чорний ферзь | c8 білий кінь · e8 чорний кінь · h6 чорна тура · b5 чорний слон · c5 чорний король · b4 білий кінь · d4 чорна тура · c3 чорний слон · d3 біла тура · a2 білий король · c2 чорний кінь · d2 чорний пішак · f2 білий слон · h1 чорний ферзь | c8 білий кінь · e8 чорний кінь · h6 чорна тура · b5 чорний слон · c5 чорний король · b4 білий кінь · d4 чорна тура · c3 чорний слон · d3 біла тура · a2 білий король · c2 чорний кінь · d2 чорний пішак · f2 білий слон · h1 чорний ферзь | c8 білий кінь · e8 чорний кінь · h6 чорна тура · b5 чорний слон · c5 чорний король · b4 білий кінь · d4 чорна тура · c3 чорний слон · d3 біла тура · a2 білий король · c2 чорний кінь · d2 чорний пішак · f2 білий слон · h1 чорний ферзь | c8 білий кінь · e8 чорний кінь · h6 чорна тура · b5 чорний слон · c5 чорний король · b4 білий кінь · d4 чорна тура · c3 чорний слон · d3 біла тура · a2 білий король · c2 чорний кінь · d2 чорний пішак · f2 білий слон · h1 чорний ферзь | c8 білий кінь · e8 чорний кінь · h6 чорна тура · b5 чорний слон · c5 чорний король · b4 білий кінь · d4 чорна тура · c3 чорний слон · d3 біла тура · a2 білий король · c2 чорний кінь · d2 чорний пішак · f2 білий слон · h1 чорний ферзь | 6 |
| 5 | c8 білий кінь · e8 чорний кінь · h6 чорна тура · b5 чорний слон · c5 чорний король · b4 білий кінь · d4 чорна тура · c3 чорний слон · d3 біла тура · a2 білий король · c2 чорний кінь · d2 чорний пішак · f2 білий слон · h1 чорний ферзь | c8 білий кінь · e8 чорний кінь · h6 чорна тура · b5 чорний слон · c5 чорний король · b4 білий кінь · d4 чорна тура · c3 чорний слон · d3 біла тура · a2 білий король · c2 чорний кінь · d2 чорний пішак · f2 білий слон · h1 чорний ферзь | c8 білий кінь · e8 чорний кінь · h6 чорна тура · b5 чорний слон · c5 чорний король · b4 білий кінь · d4 чорна тура · c3 чорний слон · d3 біла тура · a2 білий король · c2 чорний кінь · d2 чорний пішак · f2 білий слон · h1 чорний ферзь | c8 білий кінь · e8 чорний кінь · h6 чорна тура · b5 чорний слон · c5 чорний король · b4 білий кінь · d4 чорна тура · c3 чорний слон · d3 біла тура · a2 білий король · c2 чорний кінь · d2 чорний пішак · f2 білий слон · h1 чорний ферзь | c8 білий кінь · e8 чорний кінь · h6 чорна тура · b5 чорний слон · c5 чорний король · b4 білий кінь · d4 чорна тура · c3 чорний слон · d3 біла тура · a2 білий король · c2 чорний кінь · d2 чорний пішак · f2 білий слон · h1 чорний ферзь | c8 білий кінь · e8 чорний кінь · h6 чорна тура · b5 чорний слон · c5 чорний король · b4 білий кінь · d4 чорна тура · c3 чорний слон · d3 біла тура · a2 білий король · c2 чорний кінь · d2 чорний пішак · f2 білий слон · h1 чорний ферзь | c8 білий кінь · e8 чорний кінь · h6 чорна тура · b5 чорний слон · c5 чорний король · b4 білий кінь · d4 чорна тура · c3 чорний слон · d3 біла тура · a2 білий король · c2 чорний кінь · d2 чорний пішак · f2 білий слон · h1 чорний ферзь | c8 білий кінь · e8 чорний кінь · h6 чорна тура · b5 чорний слон · c5 чорний король · b4 білий кінь · d4 чорна тура · c3 чорний слон · d3 біла тура · a2 білий король · c2 чорний кінь · d2 чорний пішак · f2 білий слон · h1 чорний ферзь | 5 |
| 4 | c8 білий кінь · e8 чорний кінь · h6 чорна тура · b5 чорний слон · c5 чорний король · b4 білий кінь · d4 чорна тура · c3 чорний слон · d3 біла тура · a2 білий король · c2 чорний кінь · d2 чорний пішак · f2 білий слон · h1 чорний ферзь | c8 білий кінь · e8 чорний кінь · h6 чорна тура · b5 чорний слон · c5 чорний король · b4 білий кінь · d4 чорна тура · c3 чорний слон · d3 біла тура · a2 білий король · c2 чорний кінь · d2 чорний пішак · f2 білий слон · h1 чорний ферзь | c8 білий кінь · e8 чорний кінь · h6 чорна тура · b5 чорний слон · c5 чорний король · b4 білий кінь · d4 чорна тура · c3 чорний слон · d3 біла тура · a2 білий король · c2 чорний кінь · d2 чорний пішак · f2 білий слон · h1 чорний ферзь | c8 білий кінь · e8 чорний кінь · h6 чорна тура · b5 чорний слон · c5 чорний король · b4 білий кінь · d4 чорна тура · c3 чорний слон · d3 біла тура · a2 білий король · c2 чорний кінь · d2 чорний пішак · f2 білий слон · h1 чорний ферзь | c8 білий кінь · e8 чорний кінь · h6 чорна тура · b5 чорний слон · c5 чорний король · b4 білий кінь · d4 чорна тура · c3 чорний слон · d3 біла тура · a2 білий король · c2 чорний кінь · d2 чорний пішак · f2 білий слон · h1 чорний ферзь | c8 білий кінь · e8 чорний кінь · h6 чорна тура · b5 чорний слон · c5 чорний король · b4 білий кінь · d4 чорна тура · c3 чорний слон · d3 біла тура · a2 білий король · c2 чорний кінь · d2 чорний пішак · f2 білий слон · h1 чорний ферзь | c8 білий кінь · e8 чорний кінь · h6 чорна тура · b5 чорний слон · c5 чорний король · b4 білий кінь · d4 чорна тура · c3 чорний слон · d3 біла тура · a2 білий король · c2 чорний кінь · d2 чорний пішак · f2 білий слон · h1 чорний ферзь | c8 білий кінь · e8 чорний кінь · h6 чорна тура · b5 чорний слон · c5 чорний король · b4 білий кінь · d4 чорна тура · c3 чорний слон · d3 біла тура · a2 білий король · c2 чорний кінь · d2 чорний пішак · f2 білий слон · h1 чорний ферзь | 4 |
| 3 | c8 білий кінь · e8 чорний кінь · h6 чорна тура · b5 чорний слон · c5 чорний король · b4 білий кінь · d4 чорна тура · c3 чорний слон · d3 біла тура · a2 білий король · c2 чорний кінь · d2 чорний пішак · f2 білий слон · h1 чорний ферзь | c8 білий кінь · e8 чорний кінь · h6 чорна тура · b5 чорний слон · c5 чорний король · b4 білий кінь · d4 чорна тура · c3 чорний слон · d3 біла тура · a2 білий король · c2 чорний кінь · d2 чорний пішак · f2 білий слон · h1 чорний ферзь | c8 білий кінь · e8 чорний кінь · h6 чорна тура · b5 чорний слон · c5 чорний король · b4 білий кінь · d4 чорна тура · c3 чорний слон · d3 біла тура · a2 білий король · c2 чорний кінь · d2 чорний пішак · f2 білий слон · h1 чорний ферзь | c8 білий кінь · e8 чорний кінь · h6 чорна тура · b5 чорний слон · c5 чорний король · b4 білий кінь · d4 чорна тура · c3 чорний слон · d3 біла тура · a2 білий король · c2 чорний кінь · d2 чорний пішак · f2 білий слон · h1 чорний ферзь | c8 білий кінь · e8 чорний кінь · h6 чорна тура · b5 чорний слон · c5 чорний король · b4 білий кінь · d4 чорна тура · c3 чорний слон · d3 біла тура · a2 білий король · c2 чорний кінь · d2 чорний пішак · f2 білий слон · h1 чорний ферзь | c8 білий кінь · e8 чорний кінь · h6 чорна тура · b5 чорний слон · c5 чорний король · b4 білий кінь · d4 чорна тура · c3 чорний слон · d3 біла тура · a2 білий король · c2 чорний кінь · d2 чорний пішак · f2 білий слон · h1 чорний ферзь | c8 білий кінь · e8 чорний кінь · h6 чорна тура · b5 чорний слон · c5 чорний король · b4 білий кінь · d4 чорна тура · c3 чорний слон · d3 біла тура · a2 білий король · c2 чорний кінь · d2 чорний пішак · f2 білий слон · h1 чорний ферзь | c8 білий кінь · e8 чорний кінь · h6 чорна тура · b5 чорний слон · c5 чорний король · b4 білий кінь · d4 чорна тура · c3 чорний слон · d3 біла тура · a2 білий король · c2 чорний кінь · d2 чорний пішак · f2 білий слон · h1 чорний ферзь | 3 |
| 2 | c8 білий кінь · e8 чорний кінь · h6 чорна тура · b5 чорний слон · c5 чорний король · b4 білий кінь · d4 чорна тура · c3 чорний слон · d3 біла тура · a2 білий король · c2 чорний кінь · d2 чорний пішак · f2 білий слон · h1 чорний ферзь | c8 білий кінь · e8 чорний кінь · h6 чорна тура · b5 чорний слон · c5 чорний король · b4 білий кінь · d4 чорна тура · c3 чорний слон · d3 біла тура · a2 білий король · c2 чорний кінь · d2 чорний пішак · f2 білий слон · h1 чорний ферзь | c8 білий кінь · e8 чорний кінь · h6 чорна тура · b5 чорний слон · c5 чорний король · b4 білий кінь · d4 чорна тура · c3 чорний слон · d3 біла тура · a2 білий король · c2 чорний кінь · d2 чорний пішак · f2 білий слон · h1 чорний ферзь | c8 білий кінь · e8 чорний кінь · h6 чорна тура · b5 чорний слон · c5 чорний король · b4 білий кінь · d4 чорна тура · c3 чорний слон · d3 біла тура · a2 білий король · c2 чорний кінь · d2 чорний пішак · f2 білий слон · h1 чорний ферзь | c8 білий кінь · e8 чорний кінь · h6 чорна тура · b5 чорний слон · c5 чорний король · b4 білий кінь · d4 чорна тура · c3 чорний слон · d3 біла тура · a2 білий король · c2 чорний кінь · d2 чорний пішак · f2 білий слон · h1 чорний ферзь | c8 білий кінь · e8 чорний кінь · h6 чорна тура · b5 чорний слон · c5 чорний король · b4 білий кінь · d4 чорна тура · c3 чорний слон · d3 біла тура · a2 білий король · c2 чорний кінь · d2 чорний пішак · f2 білий слон · h1 чорний ферзь | c8 білий кінь · e8 чорний кінь · h6 чорна тура · b5 чорний слон · c5 чорний король · b4 білий кінь · d4 чорна тура · c3 чорний слон · d3 біла тура · a2 білий король · c2 чорний кінь · d2 чорний пішак · f2 білий слон · h1 чорний ферзь | c8 білий кінь · e8 чорний кінь · h6 чорна тура · b5 чорний слон · c5 чорний король · b4 білий кінь · d4 чорна тура · c3 чорний слон · d3 біла тура · a2 білий король · c2 чорний кінь · d2 чорний пішак · f2 білий слон · h1 чорний ферзь | 2 |
| 1 | c8 білий кінь · e8 чорний кінь · h6 чорна тура · b5 чорний слон · c5 чорний король · b4 білий кінь · d4 чорна тура · c3 чорний слон · d3 біла тура · a2 білий король · c2 чорний кінь · d2 чорний пішак · f2 білий слон · h1 чорний ферзь | c8 білий кінь · e8 чорний кінь · h6 чорна тура · b5 чорний слон · c5 чорний король · b4 білий кінь · d4 чорна тура · c3 чорний слон · d3 біла тура · a2 білий король · c2 чорний кінь · d2 чорний пішак · f2 білий слон · h1 чорний ферзь | c8 білий кінь · e8 чорний кінь · h6 чорна тура · b5 чорний слон · c5 чорний король · b4 білий кінь · d4 чорна тура · c3 чорний слон · d3 біла тура · a2 білий король · c2 чорний кінь · d2 чорний пішак · f2 білий слон · h1 чорний ферзь | c8 білий кінь · e8 чорний кінь · h6 чорна тура · b5 чорний слон · c5 чорний король · b4 білий кінь · d4 чорна тура · c3 чорний слон · d3 біла тура · a2 білий король · c2 чорний кінь · d2 чорний пішак · f2 білий слон · h1 чорний ферзь | c8 білий кінь · e8 чорний кінь · h6 чорна тура · b5 чорний слон · c5 чорний король · b4 білий кінь · d4 чорна тура · c3 чорний слон · d3 біла тура · a2 білий король · c2 чорний кінь · d2 чорний пішак · f2 білий слон · h1 чорний ферзь | c8 білий кінь · e8 чорний кінь · h6 чорна тура · b5 чорний слон · c5 чорний король · b4 білий кінь · d4 чорна тура · c3 чорний слон · d3 біла тура · a2 білий король · c2 чорний кінь · d2 чорний пішак · f2 білий слон · h1 чорний ферзь | c8 білий кінь · e8 чорний кінь · h6 чорна тура · b5 чорний слон · c5 чорний король · b4 білий кінь · d4 чорна тура · c3 чорний слон · d3 біла тура · a2 білий король · c2 чорний кінь · d2 чорний пішак · f2 білий слон · h1 чорний ферзь | c8 білий кінь · e8 чорний кінь · h6 чорна тура · b5 чорний слон · c5 чорний король · b4 білий кінь · d4 чорна тура · c3 чорний слон · d3 біла тура · a2 білий король · c2 чорний кінь · d2 чорний пішак · f2 білий слон · h1 чорний ферзь | 1 |
|   | a | b | c | d | e | f | g | h |   |

FEN: 2N1n3/8/7r/1bk5/1N1r4/2bR4/K1np1B2/7q
4 Sol
I    1.Se3 Kb3 2.Re4 Rd5#
II   1.Bxb4 Re3 2.Rd5 Rc3#
III  1.Sf6 Bg3 2.Rc4 Bd6#
IV  1.Kc4 Sc6 2.Rxd3 Sb6#

В чотирьох фазах проходить розв'язування чорної тури «d4»: в першій фазі перекриття лінії зв'язки чорним конем, а в другій — білою турою, в третій фазі відхід білого слона з лінії зв'язки, а в четвертій — відхід чорного короля.

### Тема Абдурахмановича-2
Тема в шаховій композиції кооперативного жанру. Суть теми — в початковій позиції чорна фігура x зв'язана білою фігурою А, в ході рішення задачі після ходу чорного короля фігура x розв'язується і потім робить хід, а біла фігура А створює по іншій лінії зв'язку чорної фігури y.

В початковій позиції біла фігура А зв'язує чорну фігуру x. в ході рішення задачі після ходу чорного короля фігура x розв'язується і в наступній грі робить хід, а біла фігура А створює зв'язку чорної фігури y по іншій лінії. 
|   | a | b | c | d | e | f | g | h |   |
| 8 | c7 чорний кінь · a6 чорний пішак · e6 чорний король · f6 чорний пішак · b5 білий слон · d5 чорний слон · e5 чорний кінь · d4 чорний слон · h4 чорна тура · a2 білий ферзь · c2 білий король · d2 білий слон · h2 чорна тура · e1 біла тура | c7 чорний кінь · a6 чорний пішак · e6 чорний король · f6 чорний пішак · b5 білий слон · d5 чорний слон · e5 чорний кінь · d4 чорний слон · h4 чорна тура · a2 білий ферзь · c2 білий король · d2 білий слон · h2 чорна тура · e1 біла тура | c7 чорний кінь · a6 чорний пішак · e6 чорний король · f6 чорний пішак · b5 білий слон · d5 чорний слон · e5 чорний кінь · d4 чорний слон · h4 чорна тура · a2 білий ферзь · c2 білий король · d2 білий слон · h2 чорна тура · e1 біла тура | c7 чорний кінь · a6 чорний пішак · e6 чорний король · f6 чорний пішак · b5 білий слон · d5 чорний слон · e5 чорний кінь · d4 чорний слон · h4 чорна тура · a2 білий ферзь · c2 білий король · d2 білий слон · h2 чорна тура · e1 біла тура | c7 чорний кінь · a6 чорний пішак · e6 чорний король · f6 чорний пішак · b5 білий слон · d5 чорний слон · e5 чорний кінь · d4 чорний слон · h4 чорна тура · a2 білий ферзь · c2 білий король · d2 білий слон · h2 чорна тура · e1 біла тура | c7 чорний кінь · a6 чорний пішак · e6 чорний король · f6 чорний пішак · b5 білий слон · d5 чорний слон · e5 чорний кінь · d4 чорний слон · h4 чорна тура · a2 білий ферзь · c2 білий король · d2 білий слон · h2 чорна тура · e1 біла тура | c7 чорний кінь · a6 чорний пішак · e6 чорний король · f6 чорний пішак · b5 білий слон · d5 чорний слон · e5 чорний кінь · d4 чорний слон · h4 чорна тура · a2 білий ферзь · c2 білий король · d2 білий слон · h2 чорна тура · e1 біла тура | c7 чорний кінь · a6 чорний пішак · e6 чорний король · f6 чорний пішак · b5 білий слон · d5 чорний слон · e5 чорний кінь · d4 чорний слон · h4 чорна тура · a2 білий ферзь · c2 білий король · d2 білий слон · h2 чорна тура · e1 біла тура | 8 |
| 7 | c7 чорний кінь · a6 чорний пішак · e6 чорний король · f6 чорний пішак · b5 білий слон · d5 чорний слон · e5 чорний кінь · d4 чорний слон · h4 чорна тура · a2 білий ферзь · c2 білий король · d2 білий слон · h2 чорна тура · e1 біла тура | c7 чорний кінь · a6 чорний пішак · e6 чорний король · f6 чорний пішак · b5 білий слон · d5 чорний слон · e5 чорний кінь · d4 чорний слон · h4 чорна тура · a2 білий ферзь · c2 білий король · d2 білий слон · h2 чорна тура · e1 біла тура | c7 чорний кінь · a6 чорний пішак · e6 чорний король · f6 чорний пішак · b5 білий слон · d5 чорний слон · e5 чорний кінь · d4 чорний слон · h4 чорна тура · a2 білий ферзь · c2 білий король · d2 білий слон · h2 чорна тура · e1 біла тура | c7 чорний кінь · a6 чорний пішак · e6 чорний король · f6 чорний пішак · b5 білий слон · d5 чорний слон · e5 чорний кінь · d4 чорний слон · h4 чорна тура · a2 білий ферзь · c2 білий король · d2 білий слон · h2 чорна тура · e1 біла тура | c7 чорний кінь · a6 чорний пішак · e6 чорний король · f6 чорний пішак · b5 білий слон · d5 чорний слон · e5 чорний кінь · d4 чорний слон · h4 чорна тура · a2 білий ферзь · c2 білий король · d2 білий слон · h2 чорна тура · e1 біла тура | c7 чорний кінь · a6 чорний пішак · e6 чорний король · f6 чорний пішак · b5 білий слон · d5 чорний слон · e5 чорний кінь · d4 чорний слон · h4 чорна тура · a2 білий ферзь · c2 білий король · d2 білий слон · h2 чорна тура · e1 біла тура | c7 чорний кінь · a6 чорний пішак · e6 чорний король · f6 чорний пішак · b5 білий слон · d5 чорний слон · e5 чорний кінь · d4 чорний слон · h4 чорна тура · a2 білий ферзь · c2 білий король · d2 білий слон · h2 чорна тура · e1 біла тура | c7 чорний кінь · a6 чорний пішак · e6 чорний король · f6 чорний пішак · b5 білий слон · d5 чорний слон · e5 чорний кінь · d4 чорний слон · h4 чорна тура · a2 білий ферзь · c2 білий король · d2 білий слон · h2 чорна тура · e1 біла тура | 7 |
| 6 | c7 чорний кінь · a6 чорний пішак · e6 чорний король · f6 чорний пішак · b5 білий слон · d5 чорний слон · e5 чорний кінь · d4 чорний слон · h4 чорна тура · a2 білий ферзь · c2 білий король · d2 білий слон · h2 чорна тура · e1 біла тура | c7 чорний кінь · a6 чорний пішак · e6 чорний король · f6 чорний пішак · b5 білий слон · d5 чорний слон · e5 чорний кінь · d4 чорний слон · h4 чорна тура · a2 білий ферзь · c2 білий король · d2 білий слон · h2 чорна тура · e1 біла тура | c7 чорний кінь · a6 чорний пішак · e6 чорний король · f6 чорний пішак · b5 білий слон · d5 чорний слон · e5 чорний кінь · d4 чорний слон · h4 чорна тура · a2 білий ферзь · c2 білий король · d2 білий слон · h2 чорна тура · e1 біла тура | c7 чорний кінь · a6 чорний пішак · e6 чорний король · f6 чорний пішак · b5 білий слон · d5 чорний слон · e5 чорний кінь · d4 чорний слон · h4 чорна тура · a2 білий ферзь · c2 білий король · d2 білий слон · h2 чорна тура · e1 біла тура | c7 чорний кінь · a6 чорний пішак · e6 чорний король · f6 чорний пішак · b5 білий слон · d5 чорний слон · e5 чорний кінь · d4 чорний слон · h4 чорна тура · a2 білий ферзь · c2 білий король · d2 білий слон · h2 чорна тура · e1 біла тура | c7 чорний кінь · a6 чорний пішак · e6 чорний король · f6 чорний пішак · b5 білий слон · d5 чорний слон · e5 чорний кінь · d4 чорний слон · h4 чорна тура · a2 білий ферзь · c2 білий король · d2 білий слон · h2 чорна тура · e1 біла тура | c7 чорний кінь · a6 чорний пішак · e6 чорний король · f6 чорний пішак · b5 білий слон · d5 чорний слон · e5 чорний кінь · d4 чорний слон · h4 чорна тура · a2 білий ферзь · c2 білий король · d2 білий слон · h2 чорна тура · e1 біла тура | c7 чорний кінь · a6 чорний пішак · e6 чорний король · f6 чорний пішак · b5 білий слон · d5 чорний слон · e5 чорний кінь · d4 чорний слон · h4 чорна тура · a2 білий ферзь · c2 білий король · d2 білий слон · h2 чорна тура · e1 біла тура | 6 |
| 5 | c7 чорний кінь · a6 чорний пішак · e6 чорний король · f6 чорний пішак · b5 білий слон · d5 чорний слон · e5 чорний кінь · d4 чорний слон · h4 чорна тура · a2 білий ферзь · c2 білий король · d2 білий слон · h2 чорна тура · e1 біла тура | c7 чорний кінь · a6 чорний пішак · e6 чорний король · f6 чорний пішак · b5 білий слон · d5 чорний слон · e5 чорний кінь · d4 чорний слон · h4 чорна тура · a2 білий ферзь · c2 білий король · d2 білий слон · h2 чорна тура · e1 біла тура | c7 чорний кінь · a6 чорний пішак · e6 чорний король · f6 чорний пішак · b5 білий слон · d5 чорний слон · e5 чорний кінь · d4 чорний слон · h4 чорна тура · a2 білий ферзь · c2 білий король · d2 білий слон · h2 чорна тура · e1 біла тура | c7 чорний кінь · a6 чорний пішак · e6 чорний король · f6 чорний пішак · b5 білий слон · d5 чорний слон · e5 чорний кінь · d4 чорний слон · h4 чорна тура · a2 білий ферзь · c2 білий король · d2 білий слон · h2 чорна тура · e1 біла тура | c7 чорний кінь · a6 чорний пішак · e6 чорний король · f6 чорний пішак · b5 білий слон · d5 чорний слон · e5 чорний кінь · d4 чорний слон · h4 чорна тура · a2 білий ферзь · c2 білий король · d2 білий слон · h2 чорна тура · e1 біла тура | c7 чорний кінь · a6 чорний пішак · e6 чорний король · f6 чорний пішак · b5 білий слон · d5 чорний слон · e5 чорний кінь · d4 чорний слон · h4 чорна тура · a2 білий ферзь · c2 білий король · d2 білий слон · h2 чорна тура · e1 біла тура | c7 чорний кінь · a6 чорний пішак · e6 чорний король · f6 чорний пішак · b5 білий слон · d5 чорний слон · e5 чорний кінь · d4 чорний слон · h4 чорна тура · a2 білий ферзь · c2 білий король · d2 білий слон · h2 чорна тура · e1 біла тура | c7 чорний кінь · a6 чорний пішак · e6 чорний король · f6 чорний пішак · b5 білий слон · d5 чорний слон · e5 чорний кінь · d4 чорний слон · h4 чорна тура · a2 білий ферзь · c2 білий король · d2 білий слон · h2 чорна тура · e1 біла тура | 5 |
| 4 | c7 чорний кінь · a6 чорний пішак · e6 чорний король · f6 чорний пішак · b5 білий слон · d5 чорний слон · e5 чорний кінь · d4 чорний слон · h4 чорна тура · a2 білий ферзь · c2 білий король · d2 білий слон · h2 чорна тура · e1 біла тура | c7 чорний кінь · a6 чорний пішак · e6 чорний король · f6 чорний пішак · b5 білий слон · d5 чорний слон · e5 чорний кінь · d4 чорний слон · h4 чорна тура · a2 білий ферзь · c2 білий король · d2 білий слон · h2 чорна тура · e1 біла тура | c7 чорний кінь · a6 чорний пішак · e6 чорний король · f6 чорний пішак · b5 білий слон · d5 чорний слон · e5 чорний кінь · d4 чорний слон · h4 чорна тура · a2 білий ферзь · c2 білий король · d2 білий слон · h2 чорна тура · e1 біла тура | c7 чорний кінь · a6 чорний пішак · e6 чорний король · f6 чорний пішак · b5 білий слон · d5 чорний слон · e5 чорний кінь · d4 чорний слон · h4 чорна тура · a2 білий ферзь · c2 білий король · d2 білий слон · h2 чорна тура · e1 біла тура | c7 чорний кінь · a6 чорний пішак · e6 чорний король · f6 чорний пішак · b5 білий слон · d5 чорний слон · e5 чорний кінь · d4 чорний слон · h4 чорна тура · a2 білий ферзь · c2 білий король · d2 білий слон · h2 чорна тура · e1 біла тура | c7 чорний кінь · a6 чорний пішак · e6 чорний король · f6 чорний пішак · b5 білий слон · d5 чорний слон · e5 чорний кінь · d4 чорний слон · h4 чорна тура · a2 білий ферзь · c2 білий король · d2 білий слон · h2 чорна тура · e1 біла тура | c7 чорний кінь · a6 чорний пішак · e6 чорний король · f6 чорний пішак · b5 білий слон · d5 чорний слон · e5 чорний кінь · d4 чорний слон · h4 чорна тура · a2 білий ферзь · c2 білий король · d2 білий слон · h2 чорна тура · e1 біла тура | c7 чорний кінь · a6 чорний пішак · e6 чорний король · f6 чорний пішак · b5 білий слон · d5 чорний слон · e5 чорний кінь · d4 чорний слон · h4 чорна тура · a2 білий ферзь · c2 білий король · d2 білий слон · h2 чорна тура · e1 біла тура | 4 |
| 3 | c7 чорний кінь · a6 чорний пішак · e6 чорний король · f6 чорний пішак · b5 білий слон · d5 чорний слон · e5 чорний кінь · d4 чорний слон · h4 чорна тура · a2 білий ферзь · c2 білий король · d2 білий слон · h2 чорна тура · e1 біла тура | c7 чорний кінь · a6 чорний пішак · e6 чорний король · f6 чорний пішак · b5 білий слон · d5 чорний слон · e5 чорний кінь · d4 чорний слон · h4 чорна тура · a2 білий ферзь · c2 білий король · d2 білий слон · h2 чорна тура · e1 біла тура | c7 чорний кінь · a6 чорний пішак · e6 чорний король · f6 чорний пішак · b5 білий слон · d5 чорний слон · e5 чорний кінь · d4 чорний слон · h4 чорна тура · a2 білий ферзь · c2 білий король · d2 білий слон · h2 чорна тура · e1 біла тура | c7 чорний кінь · a6 чорний пішак · e6 чорний король · f6 чорний пішак · b5 білий слон · d5 чорний слон · e5 чорний кінь · d4 чорний слон · h4 чорна тура · a2 білий ферзь · c2 білий король · d2 білий слон · h2 чорна тура · e1 біла тура | c7 чорний кінь · a6 чорний пішак · e6 чорний король · f6 чорний пішак · b5 білий слон · d5 чорний слон · e5 чорний кінь · d4 чорний слон · h4 чорна тура · a2 білий ферзь · c2 білий король · d2 білий слон · h2 чорна тура · e1 біла тура | c7 чорний кінь · a6 чорний пішак · e6 чорний король · f6 чорний пішак · b5 білий слон · d5 чорний слон · e5 чорний кінь · d4 чорний слон · h4 чорна тура · a2 білий ферзь · c2 білий король · d2 білий слон · h2 чорна тура · e1 біла тура | c7 чорний кінь · a6 чорний пішак · e6 чорний король · f6 чорний пішак · b5 білий слон · d5 чорний слон · e5 чорний кінь · d4 чорний слон · h4 чорна тура · a2 білий ферзь · c2 білий король · d2 білий слон · h2 чорна тура · e1 біла тура | c7 чорний кінь · a6 чорний пішак · e6 чорний король · f6 чорний пішак · b5 білий слон · d5 чорний слон · e5 чорний кінь · d4 чорний слон · h4 чорна тура · a2 білий ферзь · c2 білий король · d2 білий слон · h2 чорна тура · e1 біла тура | 3 |
| 2 | c7 чорний кінь · a6 чорний пішак · e6 чорний король · f6 чорний пішак · b5 білий слон · d5 чорний слон · e5 чорний кінь · d4 чорний слон · h4 чорна тура · a2 білий ферзь · c2 білий король · d2 білий слон · h2 чорна тура · e1 біла тура | c7 чорний кінь · a6 чорний пішак · e6 чорний король · f6 чорний пішак · b5 білий слон · d5 чорний слон · e5 чорний кінь · d4 чорний слон · h4 чорна тура · a2 білий ферзь · c2 білий король · d2 білий слон · h2 чорна тура · e1 біла тура | c7 чорний кінь · a6 чорний пішак · e6 чорний король · f6 чорний пішак · b5 білий слон · d5 чорний слон · e5 чорний кінь · d4 чорний слон · h4 чорна тура · a2 білий ферзь · c2 білий король · d2 білий слон · h2 чорна тура · e1 біла тура | c7 чорний кінь · a6 чорний пішак · e6 чорний король · f6 чорний пішак · b5 білий слон · d5 чорний слон · e5 чорний кінь · d4 чорний слон · h4 чорна тура · a2 білий ферзь · c2 білий король · d2 білий слон · h2 чорна тура · e1 біла тура | c7 чорний кінь · a6 чорний пішак · e6 чорний король · f6 чорний пішак · b5 білий слон · d5 чорний слон · e5 чорний кінь · d4 чорний слон · h4 чорна тура · a2 білий ферзь · c2 білий король · d2 білий слон · h2 чорна тура · e1 біла тура | c7 чорний кінь · a6 чорний пішак · e6 чорний король · f6 чорний пішак · b5 білий слон · d5 чорний слон · e5 чорний кінь · d4 чорний слон · h4 чорна тура · a2 білий ферзь · c2 білий король · d2 білий слон · h2 чорна тура · e1 біла тура | c7 чорний кінь · a6 чорний пішак · e6 чорний король · f6 чорний пішак · b5 білий слон · d5 чорний слон · e5 чорний кінь · d4 чорний слон · h4 чорна тура · a2 білий ферзь · c2 білий король · d2 білий слон · h2 чорна тура · e1 біла тура | c7 чорний кінь · a6 чорний пішак · e6 чорний король · f6 чорний пішак · b5 білий слон · d5 чорний слон · e5 чорний кінь · d4 чорний слон · h4 чорна тура · a2 білий ферзь · c2 білий король · d2 білий слон · h2 чорна тура · e1 біла тура | 2 |
| 1 | c7 чорний кінь · a6 чорний пішак · e6 чорний король · f6 чорний пішак · b5 білий слон · d5 чорний слон · e5 чорний кінь · d4 чорний слон · h4 чорна тура · a2 білий ферзь · c2 білий король · d2 білий слон · h2 чорна тура · e1 біла тура | c7 чорний кінь · a6 чорний пішак · e6 чорний король · f6 чорний пішак · b5 білий слон · d5 чорний слон · e5 чорний кінь · d4 чорний слон · h4 чорна тура · a2 білий ферзь · c2 білий король · d2 білий слон · h2 чорна тура · e1 біла тура | c7 чорний кінь · a6 чорний пішак · e6 чорний король · f6 чорний пішак · b5 білий слон · d5 чорний слон · e5 чорний кінь · d4 чорний слон · h4 чорна тура · a2 білий ферзь · c2 білий король · d2 білий слон · h2 чорна тура · e1 біла тура | c7 чорний кінь · a6 чорний пішак · e6 чорний король · f6 чорний пішак · b5 білий слон · d5 чорний слон · e5 чорний кінь · d4 чорний слон · h4 чорна тура · a2 білий ферзь · c2 білий король · d2 білий слон · h2 чорна тура · e1 біла тура | c7 чорний кінь · a6 чорний пішак · e6 чорний король · f6 чорний пішак · b5 білий слон · d5 чорний слон · e5 чорний кінь · d4 чорний слон · h4 чорна тура · a2 білий ферзь · c2 білий король · d2 білий слон · h2 чорна тура · e1 біла тура | c7 чорний кінь · a6 чорний пішак · e6 чорний король · f6 чорний пішак · b5 білий слон · d5 чорний слон · e5 чорний кінь · d4 чорний слон · h4 чорна тура · a2 білий ферзь · c2 білий король · d2 білий слон · h2 чорна тура · e1 біла тура | c7 чорний кінь · a6 чорний пішак · e6 чорний король · f6 чорний пішак · b5 білий слон · d5 чорний слон · e5 чорний кінь · d4 чорний слон · h4 чорна тура · a2 білий ферзь · c2 білий король · d2 білий слон · h2 чорна тура · e1 біла тура | c7 чорний кінь · a6 чорний пішак · e6 чорний король · f6 чорний пішак · b5 білий слон · d5 чорний слон · e5 чорний кінь · d4 чорний слон · h4 чорна тура · a2 білий ферзь · c2 білий король · d2 білий слон · h2 чорна тура · e1 біла тура | 1 |
|   | a | b | c | d | e | f | g | h |   |

I   1.Kd6 Td1 2.Lg2 Lb4#
II  1.Kf5 Da5 2.Sg4 Ld3#

### Тема Абдурахмановича-3
Тема в шаховій композиції кооперативного жанру. Суть теми — в початковій позиції чорна фігура «a» зв'язана білою фігурою «А» по лінії «L1», в ході рішення задачі фігура «a» зв'язується іншою білою фігурою «В» по лінії «L2», а біла фігура «А» створює по іншій лінії «L3» зв'язку чорної фігури «b».
В початковій позиції біла фігура «А» зв'язує чорну фігуру «a» по тематичній лінії «L1». В ході рішення задачі проходить перегрупування чорних і білих фігур саме так, що фігура «а» опиняється під зв'язкою білої фігури «В» по іншій тематичній лінії «L2», а біла фігура «А» зв'язує по третій тематичній лінії «L3» іншу чорну фігуру «b». У фіналі оголошується мат чорному королю на зв'язку двох чорних фігур.
|   | a | b | c | d | e | f | g | h |   |
| 8 | d8 біла тура · g8 чорна тура · h8 чорна тура · c7 чорний пішак · f7 білий слон · a6 чорний пішак · d6 чорний пішак · f6 чорний ферзь · d5 чорний кінь · g5 біла тура · a4 чорний пішак · b4 білий пішак · c4 чорний король · d4 чорний кінь · h4 білий ферзь · h3 білий король · c2 чорний пішак · d2 чорний пішак · e2 чорний пішак | d8 біла тура · g8 чорна тура · h8 чорна тура · c7 чорний пішак · f7 білий слон · a6 чорний пішак · d6 чорний пішак · f6 чорний ферзь · d5 чорний кінь · g5 біла тура · a4 чорний пішак · b4 білий пішак · c4 чорний король · d4 чорний кінь · h4 білий ферзь · h3 білий король · c2 чорний пішак · d2 чорний пішак · e2 чорний пішак | d8 біла тура · g8 чорна тура · h8 чорна тура · c7 чорний пішак · f7 білий слон · a6 чорний пішак · d6 чорний пішак · f6 чорний ферзь · d5 чорний кінь · g5 біла тура · a4 чорний пішак · b4 білий пішак · c4 чорний король · d4 чорний кінь · h4 білий ферзь · h3 білий король · c2 чорний пішак · d2 чорний пішак · e2 чорний пішак | d8 біла тура · g8 чорна тура · h8 чорна тура · c7 чорний пішак · f7 білий слон · a6 чорний пішак · d6 чорний пішак · f6 чорний ферзь · d5 чорний кінь · g5 біла тура · a4 чорний пішак · b4 білий пішак · c4 чорний король · d4 чорний кінь · h4 білий ферзь · h3 білий король · c2 чорний пішак · d2 чорний пішак · e2 чорний пішак | d8 біла тура · g8 чорна тура · h8 чорна тура · c7 чорний пішак · f7 білий слон · a6 чорний пішак · d6 чорний пішак · f6 чорний ферзь · d5 чорний кінь · g5 біла тура · a4 чорний пішак · b4 білий пішак · c4 чорний король · d4 чорний кінь · h4 білий ферзь · h3 білий король · c2 чорний пішак · d2 чорний пішак · e2 чорний пішак | d8 біла тура · g8 чорна тура · h8 чорна тура · c7 чорний пішак · f7 білий слон · a6 чорний пішак · d6 чорний пішак · f6 чорний ферзь · d5 чорний кінь · g5 біла тура · a4 чорний пішак · b4 білий пішак · c4 чорний король · d4 чорний кінь · h4 білий ферзь · h3 білий король · c2 чорний пішак · d2 чорний пішак · e2 чорний пішак | d8 біла тура · g8 чорна тура · h8 чорна тура · c7 чорний пішак · f7 білий слон · a6 чорний пішак · d6 чорний пішак · f6 чорний ферзь · d5 чорний кінь · g5 біла тура · a4 чорний пішак · b4 білий пішак · c4 чорний король · d4 чорний кінь · h4 білий ферзь · h3 білий король · c2 чорний пішак · d2 чорний пішак · e2 чорний пішак | d8 біла тура · g8 чорна тура · h8 чорна тура · c7 чорний пішак · f7 білий слон · a6 чорний пішак · d6 чорний пішак · f6 чорний ферзь · d5 чорний кінь · g5 біла тура · a4 чорний пішак · b4 білий пішак · c4 чорний король · d4 чорний кінь · h4 білий ферзь · h3 білий король · c2 чорний пішак · d2 чорний пішак · e2 чорний пішак | 8 |
| 7 | d8 біла тура · g8 чорна тура · h8 чорна тура · c7 чорний пішак · f7 білий слон · a6 чорний пішак · d6 чорний пішак · f6 чорний ферзь · d5 чорний кінь · g5 біла тура · a4 чорний пішак · b4 білий пішак · c4 чорний король · d4 чорний кінь · h4 білий ферзь · h3 білий король · c2 чорний пішак · d2 чорний пішак · e2 чорний пішак | d8 біла тура · g8 чорна тура · h8 чорна тура · c7 чорний пішак · f7 білий слон · a6 чорний пішак · d6 чорний пішак · f6 чорний ферзь · d5 чорний кінь · g5 біла тура · a4 чорний пішак · b4 білий пішак · c4 чорний король · d4 чорний кінь · h4 білий ферзь · h3 білий король · c2 чорний пішак · d2 чорний пішак · e2 чорний пішак | d8 біла тура · g8 чорна тура · h8 чорна тура · c7 чорний пішак · f7 білий слон · a6 чорний пішак · d6 чорний пішак · f6 чорний ферзь · d5 чорний кінь · g5 біла тура · a4 чорний пішак · b4 білий пішак · c4 чорний король · d4 чорний кінь · h4 білий ферзь · h3 білий король · c2 чорний пішак · d2 чорний пішак · e2 чорний пішак | d8 біла тура · g8 чорна тура · h8 чорна тура · c7 чорний пішак · f7 білий слон · a6 чорний пішак · d6 чорний пішак · f6 чорний ферзь · d5 чорний кінь · g5 біла тура · a4 чорний пішак · b4 білий пішак · c4 чорний король · d4 чорний кінь · h4 білий ферзь · h3 білий король · c2 чорний пішак · d2 чорний пішак · e2 чорний пішак | d8 біла тура · g8 чорна тура · h8 чорна тура · c7 чорний пішак · f7 білий слон · a6 чорний пішак · d6 чорний пішак · f6 чорний ферзь · d5 чорний кінь · g5 біла тура · a4 чорний пішак · b4 білий пішак · c4 чорний король · d4 чорний кінь · h4 білий ферзь · h3 білий король · c2 чорний пішак · d2 чорний пішак · e2 чорний пішак | d8 біла тура · g8 чорна тура · h8 чорна тура · c7 чорний пішак · f7 білий слон · a6 чорний пішак · d6 чорний пішак · f6 чорний ферзь · d5 чорний кінь · g5 біла тура · a4 чорний пішак · b4 білий пішак · c4 чорний король · d4 чорний кінь · h4 білий ферзь · h3 білий король · c2 чорний пішак · d2 чорний пішак · e2 чорний пішак | d8 біла тура · g8 чорна тура · h8 чорна тура · c7 чорний пішак · f7 білий слон · a6 чорний пішак · d6 чорний пішак · f6 чорний ферзь · d5 чорний кінь · g5 біла тура · a4 чорний пішак · b4 білий пішак · c4 чорний король · d4 чорний кінь · h4 білий ферзь · h3 білий король · c2 чорний пішак · d2 чорний пішак · e2 чорний пішак | d8 біла тура · g8 чорна тура · h8 чорна тура · c7 чорний пішак · f7 білий слон · a6 чорний пішак · d6 чорний пішак · f6 чорний ферзь · d5 чорний кінь · g5 біла тура · a4 чорний пішак · b4 білий пішак · c4 чорний король · d4 чорний кінь · h4 білий ферзь · h3 білий король · c2 чорний пішак · d2 чорний пішак · e2 чорний пішак | 7 |
| 6 | d8 біла тура · g8 чорна тура · h8 чорна тура · c7 чорний пішак · f7 білий слон · a6 чорний пішак · d6 чорний пішак · f6 чорний ферзь · d5 чорний кінь · g5 біла тура · a4 чорний пішак · b4 білий пішак · c4 чорний король · d4 чорний кінь · h4 білий ферзь · h3 білий король · c2 чорний пішак · d2 чорний пішак · e2 чорний пішак | d8 біла тура · g8 чорна тура · h8 чорна тура · c7 чорний пішак · f7 білий слон · a6 чорний пішак · d6 чорний пішак · f6 чорний ферзь · d5 чорний кінь · g5 біла тура · a4 чорний пішак · b4 білий пішак · c4 чорний король · d4 чорний кінь · h4 білий ферзь · h3 білий король · c2 чорний пішак · d2 чорний пішак · e2 чорний пішак | d8 біла тура · g8 чорна тура · h8 чорна тура · c7 чорний пішак · f7 білий слон · a6 чорний пішак · d6 чорний пішак · f6 чорний ферзь · d5 чорний кінь · g5 біла тура · a4 чорний пішак · b4 білий пішак · c4 чорний король · d4 чорний кінь · h4 білий ферзь · h3 білий король · c2 чорний пішак · d2 чорний пішак · e2 чорний пішак | d8 біла тура · g8 чорна тура · h8 чорна тура · c7 чорний пішак · f7 білий слон · a6 чорний пішак · d6 чорний пішак · f6 чорний ферзь · d5 чорний кінь · g5 біла тура · a4 чорний пішак · b4 білий пішак · c4 чорний король · d4 чорний кінь · h4 білий ферзь · h3 білий король · c2 чорний пішак · d2 чорний пішак · e2 чорний пішак | d8 біла тура · g8 чорна тура · h8 чорна тура · c7 чорний пішак · f7 білий слон · a6 чорний пішак · d6 чорний пішак · f6 чорний ферзь · d5 чорний кінь · g5 біла тура · a4 чорний пішак · b4 білий пішак · c4 чорний король · d4 чорний кінь · h4 білий ферзь · h3 білий король · c2 чорний пішак · d2 чорний пішак · e2 чорний пішак | d8 біла тура · g8 чорна тура · h8 чорна тура · c7 чорний пішак · f7 білий слон · a6 чорний пішак · d6 чорний пішак · f6 чорний ферзь · d5 чорний кінь · g5 біла тура · a4 чорний пішак · b4 білий пішак · c4 чорний король · d4 чорний кінь · h4 білий ферзь · h3 білий король · c2 чорний пішак · d2 чорний пішак · e2 чорний пішак | d8 біла тура · g8 чорна тура · h8 чорна тура · c7 чорний пішак · f7 білий слон · a6 чорний пішак · d6 чорний пішак · f6 чорний ферзь · d5 чорний кінь · g5 біла тура · a4 чорний пішак · b4 білий пішак · c4 чорний король · d4 чорний кінь · h4 білий ферзь · h3 білий король · c2 чорний пішак · d2 чорний пішак · e2 чорний пішак | d8 біла тура · g8 чорна тура · h8 чорна тура · c7 чорний пішак · f7 білий слон · a6 чорний пішак · d6 чорний пішак · f6 чорний ферзь · d5 чорний кінь · g5 біла тура · a4 чорний пішак · b4 білий пішак · c4 чорний король · d4 чорний кінь · h4 білий ферзь · h3 білий король · c2 чорний пішак · d2 чорний пішак · e2 чорний пішак | 6 |
| 5 | d8 біла тура · g8 чорна тура · h8 чорна тура · c7 чорний пішак · f7 білий слон · a6 чорний пішак · d6 чорний пішак · f6 чорний ферзь · d5 чорний кінь · g5 біла тура · a4 чорний пішак · b4 білий пішак · c4 чорний король · d4 чорний кінь · h4 білий ферзь · h3 білий король · c2 чорний пішак · d2 чорний пішак · e2 чорний пішак | d8 біла тура · g8 чорна тура · h8 чорна тура · c7 чорний пішак · f7 білий слон · a6 чорний пішак · d6 чорний пішак · f6 чорний ферзь · d5 чорний кінь · g5 біла тура · a4 чорний пішак · b4 білий пішак · c4 чорний король · d4 чорний кінь · h4 білий ферзь · h3 білий король · c2 чорний пішак · d2 чорний пішак · e2 чорний пішак | d8 біла тура · g8 чорна тура · h8 чорна тура · c7 чорний пішак · f7 білий слон · a6 чорний пішак · d6 чорний пішак · f6 чорний ферзь · d5 чорний кінь · g5 біла тура · a4 чорний пішак · b4 білий пішак · c4 чорний король · d4 чорний кінь · h4 білий ферзь · h3 білий король · c2 чорний пішак · d2 чорний пішак · e2 чорний пішак | d8 біла тура · g8 чорна тура · h8 чорна тура · c7 чорний пішак · f7 білий слон · a6 чорний пішак · d6 чорний пішак · f6 чорний ферзь · d5 чорний кінь · g5 біла тура · a4 чорний пішак · b4 білий пішак · c4 чорний король · d4 чорний кінь · h4 білий ферзь · h3 білий король · c2 чорний пішак · d2 чорний пішак · e2 чорний пішак | d8 біла тура · g8 чорна тура · h8 чорна тура · c7 чорний пішак · f7 білий слон · a6 чорний пішак · d6 чорний пішак · f6 чорний ферзь · d5 чорний кінь · g5 біла тура · a4 чорний пішак · b4 білий пішак · c4 чорний король · d4 чорний кінь · h4 білий ферзь · h3 білий король · c2 чорний пішак · d2 чорний пішак · e2 чорний пішак | d8 біла тура · g8 чорна тура · h8 чорна тура · c7 чорний пішак · f7 білий слон · a6 чорний пішак · d6 чорний пішак · f6 чорний ферзь · d5 чорний кінь · g5 біла тура · a4 чорний пішак · b4 білий пішак · c4 чорний король · d4 чорний кінь · h4 білий ферзь · h3 білий король · c2 чорний пішак · d2 чорний пішак · e2 чорний пішак | d8 біла тура · g8 чорна тура · h8 чорна тура · c7 чорний пішак · f7 білий слон · a6 чорний пішак · d6 чорний пішак · f6 чорний ферзь · d5 чорний кінь · g5 біла тура · a4 чорний пішак · b4 білий пішак · c4 чорний король · d4 чорний кінь · h4 білий ферзь · h3 білий король · c2 чорний пішак · d2 чорний пішак · e2 чорний пішак | d8 біла тура · g8 чорна тура · h8 чорна тура · c7 чорний пішак · f7 білий слон · a6 чорний пішак · d6 чорний пішак · f6 чорний ферзь · d5 чорний кінь · g5 біла тура · a4 чорний пішак · b4 білий пішак · c4 чорний король · d4 чорний кінь · h4 білий ферзь · h3 білий король · c2 чорний пішак · d2 чорний пішак · e2 чорний пішак | 5 |
| 4 | d8 біла тура · g8 чорна тура · h8 чорна тура · c7 чорний пішак · f7 білий слон · a6 чорний пішак · d6 чорний пішак · f6 чорний ферзь · d5 чорний кінь · g5 біла тура · a4 чорний пішак · b4 білий пішак · c4 чорний король · d4 чорний кінь · h4 білий ферзь · h3 білий король · c2 чорний пішак · d2 чорний пішак · e2 чорний пішак | d8 біла тура · g8 чорна тура · h8 чорна тура · c7 чорний пішак · f7 білий слон · a6 чорний пішак · d6 чорний пішак · f6 чорний ферзь · d5 чорний кінь · g5 біла тура · a4 чорний пішак · b4 білий пішак · c4 чорний король · d4 чорний кінь · h4 білий ферзь · h3 білий король · c2 чорний пішак · d2 чорний пішак · e2 чорний пішак | d8 біла тура · g8 чорна тура · h8 чорна тура · c7 чорний пішак · f7 білий слон · a6 чорний пішак · d6 чорний пішак · f6 чорний ферзь · d5 чорний кінь · g5 біла тура · a4 чорний пішак · b4 білий пішак · c4 чорний король · d4 чорний кінь · h4 білий ферзь · h3 білий король · c2 чорний пішак · d2 чорний пішак · e2 чорний пішак | d8 біла тура · g8 чорна тура · h8 чорна тура · c7 чорний пішак · f7 білий слон · a6 чорний пішак · d6 чорний пішак · f6 чорний ферзь · d5 чорний кінь · g5 біла тура · a4 чорний пішак · b4 білий пішак · c4 чорний король · d4 чорний кінь · h4 білий ферзь · h3 білий король · c2 чорний пішак · d2 чорний пішак · e2 чорний пішак | d8 біла тура · g8 чорна тура · h8 чорна тура · c7 чорний пішак · f7 білий слон · a6 чорний пішак · d6 чорний пішак · f6 чорний ферзь · d5 чорний кінь · g5 біла тура · a4 чорний пішак · b4 білий пішак · c4 чорний король · d4 чорний кінь · h4 білий ферзь · h3 білий король · c2 чорний пішак · d2 чорний пішак · e2 чорний пішак | d8 біла тура · g8 чорна тура · h8 чорна тура · c7 чорний пішак · f7 білий слон · a6 чорний пішак · d6 чорний пішак · f6 чорний ферзь · d5 чорний кінь · g5 біла тура · a4 чорний пішак · b4 білий пішак · c4 чорний король · d4 чорний кінь · h4 білий ферзь · h3 білий король · c2 чорний пішак · d2 чорний пішак · e2 чорний пішак | d8 біла тура · g8 чорна тура · h8 чорна тура · c7 чорний пішак · f7 білий слон · a6 чорний пішак · d6 чорний пішак · f6 чорний ферзь · d5 чорний кінь · g5 біла тура · a4 чорний пішак · b4 білий пішак · c4 чорний король · d4 чорний кінь · h4 білий ферзь · h3 білий король · c2 чорний пішак · d2 чорний пішак · e2 чорний пішак | d8 біла тура · g8 чорна тура · h8 чорна тура · c7 чорний пішак · f7 білий слон · a6 чорний пішак · d6 чорний пішак · f6 чорний ферзь · d5 чорний кінь · g5 біла тура · a4 чорний пішак · b4 білий пішак · c4 чорний король · d4 чорний кінь · h4 білий ферзь · h3 білий король · c2 чорний пішак · d2 чорний пішак · e2 чорний пішак | 4 |
| 3 | d8 біла тура · g8 чорна тура · h8 чорна тура · c7 чорний пішак · f7 білий слон · a6 чорний пішак · d6 чорний пішак · f6 чорний ферзь · d5 чорний кінь · g5 біла тура · a4 чорний пішак · b4 білий пішак · c4 чорний король · d4 чорний кінь · h4 білий ферзь · h3 білий король · c2 чорний пішак · d2 чорний пішак · e2 чорний пішак | d8 біла тура · g8 чорна тура · h8 чорна тура · c7 чорний пішак · f7 білий слон · a6 чорний пішак · d6 чорний пішак · f6 чорний ферзь · d5 чорний кінь · g5 біла тура · a4 чорний пішак · b4 білий пішак · c4 чорний король · d4 чорний кінь · h4 білий ферзь · h3 білий король · c2 чорний пішак · d2 чорний пішак · e2 чорний пішак | d8 біла тура · g8 чорна тура · h8 чорна тура · c7 чорний пішак · f7 білий слон · a6 чорний пішак · d6 чорний пішак · f6 чорний ферзь · d5 чорний кінь · g5 біла тура · a4 чорний пішак · b4 білий пішак · c4 чорний король · d4 чорний кінь · h4 білий ферзь · h3 білий король · c2 чорний пішак · d2 чорний пішак · e2 чорний пішак | d8 біла тура · g8 чорна тура · h8 чорна тура · c7 чорний пішак · f7 білий слон · a6 чорний пішак · d6 чорний пішак · f6 чорний ферзь · d5 чорний кінь · g5 біла тура · a4 чорний пішак · b4 білий пішак · c4 чорний король · d4 чорний кінь · h4 білий ферзь · h3 білий король · c2 чорний пішак · d2 чорний пішак · e2 чорний пішак | d8 біла тура · g8 чорна тура · h8 чорна тура · c7 чорний пішак · f7 білий слон · a6 чорний пішак · d6 чорний пішак · f6 чорний ферзь · d5 чорний кінь · g5 біла тура · a4 чорний пішак · b4 білий пішак · c4 чорний король · d4 чорний кінь · h4 білий ферзь · h3 білий король · c2 чорний пішак · d2 чорний пішак · e2 чорний пішак | d8 біла тура · g8 чорна тура · h8 чорна тура · c7 чорний пішак · f7 білий слон · a6 чорний пішак · d6 чорний пішак · f6 чорний ферзь · d5 чорний кінь · g5 біла тура · a4 чорний пішак · b4 білий пішак · c4 чорний король · d4 чорний кінь · h4 білий ферзь · h3 білий король · c2 чорний пішак · d2 чорний пішак · e2 чорний пішак | d8 біла тура · g8 чорна тура · h8 чорна тура · c7 чорний пішак · f7 білий слон · a6 чорний пішак · d6 чорний пішак · f6 чорний ферзь · d5 чорний кінь · g5 біла тура · a4 чорний пішак · b4 білий пішак · c4 чорний король · d4 чорний кінь · h4 білий ферзь · h3 білий король · c2 чорний пішак · d2 чорний пішак · e2 чорний пішак | d8 біла тура · g8 чорна тура · h8 чорна тура · c7 чорний пішак · f7 білий слон · a6 чорний пішак · d6 чорний пішак · f6 чорний ферзь · d5 чорний кінь · g5 біла тура · a4 чорний пішак · b4 білий пішак · c4 чорний король · d4 чорний кінь · h4 білий ферзь · h3 білий король · c2 чорний пішак · d2 чорний пішак · e2 чорний пішак | 3 |
| 2 | d8 біла тура · g8 чорна тура · h8 чорна тура · c7 чорний пішак · f7 білий слон · a6 чорний пішак · d6 чорний пішак · f6 чорний ферзь · d5 чорний кінь · g5 біла тура · a4 чорний пішак · b4 білий пішак · c4 чорний король · d4 чорний кінь · h4 білий ферзь · h3 білий король · c2 чорний пішак · d2 чорний пішак · e2 чорний пішак | d8 біла тура · g8 чорна тура · h8 чорна тура · c7 чорний пішак · f7 білий слон · a6 чорний пішак · d6 чорний пішак · f6 чорний ферзь · d5 чорний кінь · g5 біла тура · a4 чорний пішак · b4 білий пішак · c4 чорний король · d4 чорний кінь · h4 білий ферзь · h3 білий король · c2 чорний пішак · d2 чорний пішак · e2 чорний пішак | d8 біла тура · g8 чорна тура · h8 чорна тура · c7 чорний пішак · f7 білий слон · a6 чорний пішак · d6 чорний пішак · f6 чорний ферзь · d5 чорний кінь · g5 біла тура · a4 чорний пішак · b4 білий пішак · c4 чорний король · d4 чорний кінь · h4 білий ферзь · h3 білий король · c2 чорний пішак · d2 чорний пішак · e2 чорний пішак | d8 біла тура · g8 чорна тура · h8 чорна тура · c7 чорний пішак · f7 білий слон · a6 чорний пішак · d6 чорний пішак · f6 чорний ферзь · d5 чорний кінь · g5 біла тура · a4 чорний пішак · b4 білий пішак · c4 чорний король · d4 чорний кінь · h4 білий ферзь · h3 білий король · c2 чорний пішак · d2 чорний пішак · e2 чорний пішак | d8 біла тура · g8 чорна тура · h8 чорна тура · c7 чорний пішак · f7 білий слон · a6 чорний пішак · d6 чорний пішак · f6 чорний ферзь · d5 чорний кінь · g5 біла тура · a4 чорний пішак · b4 білий пішак · c4 чорний король · d4 чорний кінь · h4 білий ферзь · h3 білий король · c2 чорний пішак · d2 чорний пішак · e2 чорний пішак | d8 біла тура · g8 чорна тура · h8 чорна тура · c7 чорний пішак · f7 білий слон · a6 чорний пішак · d6 чорний пішак · f6 чорний ферзь · d5 чорний кінь · g5 біла тура · a4 чорний пішак · b4 білий пішак · c4 чорний король · d4 чорний кінь · h4 білий ферзь · h3 білий король · c2 чорний пішак · d2 чорний пішак · e2 чорний пішак | d8 біла тура · g8 чорна тура · h8 чорна тура · c7 чорний пішак · f7 білий слон · a6 чорний пішак · d6 чорний пішак · f6 чорний ферзь · d5 чорний кінь · g5 біла тура · a4 чорний пішак · b4 білий пішак · c4 чорний король · d4 чорний кінь · h4 білий ферзь · h3 білий король · c2 чорний пішак · d2 чорний пішак · e2 чорний пішак | d8 біла тура · g8 чорна тура · h8 чорна тура · c7 чорний пішак · f7 білий слон · a6 чорний пішак · d6 чорний пішак · f6 чорний ферзь · d5 чорний кінь · g5 біла тура · a4 чорний пішак · b4 білий пішак · c4 чорний король · d4 чорний кінь · h4 білий ферзь · h3 білий король · c2 чорний пішак · d2 чорний пішак · e2 чорний пішак | 2 |
| 1 | d8 біла тура · g8 чорна тура · h8 чорна тура · c7 чорний пішак · f7 білий слон · a6 чорний пішак · d6 чорний пішак · f6 чорний ферзь · d5 чорний кінь · g5 біла тура · a4 чорний пішак · b4 білий пішак · c4 чорний король · d4 чорний кінь · h4 білий ферзь · h3 білий король · c2 чорний пішак · d2 чорний пішак · e2 чорний пішак | d8 біла тура · g8 чорна тура · h8 чорна тура · c7 чорний пішак · f7 білий слон · a6 чорний пішак · d6 чорний пішак · f6 чорний ферзь · d5 чорний кінь · g5 біла тура · a4 чорний пішак · b4 білий пішак · c4 чорний король · d4 чорний кінь · h4 білий ферзь · h3 білий король · c2 чорний пішак · d2 чорний пішак · e2 чорний пішак | d8 біла тура · g8 чорна тура · h8 чорна тура · c7 чорний пішак · f7 білий слон · a6 чорний пішак · d6 чорний пішак · f6 чорний ферзь · d5 чорний кінь · g5 біла тура · a4 чорний пішак · b4 білий пішак · c4 чорний король · d4 чорний кінь · h4 білий ферзь · h3 білий король · c2 чорний пішак · d2 чорний пішак · e2 чорний пішак | d8 біла тура · g8 чорна тура · h8 чорна тура · c7 чорний пішак · f7 білий слон · a6 чорний пішак · d6 чорний пішак · f6 чорний ферзь · d5 чорний кінь · g5 біла тура · a4 чорний пішак · b4 білий пішак · c4 чорний король · d4 чорний кінь · h4 білий ферзь · h3 білий король · c2 чорний пішак · d2 чорний пішак · e2 чорний пішак | d8 біла тура · g8 чорна тура · h8 чорна тура · c7 чорний пішак · f7 білий слон · a6 чорний пішак · d6 чорний пішак · f6 чорний ферзь · d5 чорний кінь · g5 біла тура · a4 чорний пішак · b4 білий пішак · c4 чорний король · d4 чорний кінь · h4 білий ферзь · h3 білий король · c2 чорний пішак · d2 чорний пішак · e2 чорний пішак | d8 біла тура · g8 чорна тура · h8 чорна тура · c7 чорний пішак · f7 білий слон · a6 чорний пішак · d6 чорний пішак · f6 чорний ферзь · d5 чорний кінь · g5 біла тура · a4 чорний пішак · b4 білий пішак · c4 чорний король · d4 чорний кінь · h4 білий ферзь · h3 білий король · c2 чорний пішак · d2 чорний пішак · e2 чорний пішак | d8 біла тура · g8 чорна тура · h8 чорна тура · c7 чорний пішак · f7 білий слон · a6 чорний пішак · d6 чорний пішак · f6 чорний ферзь · d5 чорний кінь · g5 біла тура · a4 чорний пішак · b4 білий пішак · c4 чорний король · d4 чорний кінь · h4 білий ферзь · h3 білий король · c2 чорний пішак · d2 чорний пішак · e2 чорний пішак | d8 біла тура · g8 чорна тура · h8 чорна тура · c7 чорний пішак · f7 білий слон · a6 чорний пішак · d6 чорний пішак · f6 чорний ферзь · d5 чорний кінь · g5 біла тура · a4 чорний пішак · b4 білий пішак · c4 чорний король · d4 чорний кінь · h4 білий ферзь · h3 білий король · c2 чорний пішак · d2 чорний пішак · e2 чорний пішак | 1 |
|   | a | b | c | d | e | f | g | h |   |

FEN: 3R2rr/2p2B2/p2p1q2/3n2R1/pPkn3Q/7K/2ppp3/8
b) d6 → c5

a) 1.Kb5 Be8+ 2.Sc6 Rb8#
b) 1.Kd3 Bg6+ 2.Sf5 Rg3# (MM)
В обох близнюках біла фігура «А» — є слон «f7», чорна фігура «а» — кінь «d5», чорна фігура «b» — кінь «d4». В першому близнюку біла фігура «В» —  є тура «g5», а в другому — тура «d8».

В цій задачі додатково виражено подвійний клапан.

### Тема Абдурахмановича-4
Тема в шаховій композиції кооперативного жанру, запропонована в 1989 році. Суть теми — чорна пів-зв'язка і біла пів-батарея маскують одна одну.
На шахівниці в одну лінію вишиковано п'ять фігур — дві чорні і три білих, причому так, що вони об'єднують в процесі гри два механізми: при відході фігур грає пів-зв'язка чорних фігур і пів-батарея білих фігур. В початковій позиції, на перший погляд, ця майбутня гра непомітна, замаскована.
|   | a | b | c | d | e | f | g | h |   |
| 8 | c8 біла тура · f8 білий слон · d7 чорний кінь · a5 чорний пішак · b5 чорний пішак · a4 чорний пішак · d4 чорна тура · e4 чорний слон · f4 білий кінь · g4 білий слон · h4 біла тура · a3 чорний слон · b3 чорний король · d3 чорний пішак · h2 білий король · e1 чорний кінь | c8 біла тура · f8 білий слон · d7 чорний кінь · a5 чорний пішак · b5 чорний пішак · a4 чорний пішак · d4 чорна тура · e4 чорний слон · f4 білий кінь · g4 білий слон · h4 біла тура · a3 чорний слон · b3 чорний король · d3 чорний пішак · h2 білий король · e1 чорний кінь | c8 біла тура · f8 білий слон · d7 чорний кінь · a5 чорний пішак · b5 чорний пішак · a4 чорний пішак · d4 чорна тура · e4 чорний слон · f4 білий кінь · g4 білий слон · h4 біла тура · a3 чорний слон · b3 чорний король · d3 чорний пішак · h2 білий король · e1 чорний кінь | c8 біла тура · f8 білий слон · d7 чорний кінь · a5 чорний пішак · b5 чорний пішак · a4 чорний пішак · d4 чорна тура · e4 чорний слон · f4 білий кінь · g4 білий слон · h4 біла тура · a3 чорний слон · b3 чорний король · d3 чорний пішак · h2 білий король · e1 чорний кінь | c8 біла тура · f8 білий слон · d7 чорний кінь · a5 чорний пішак · b5 чорний пішак · a4 чорний пішак · d4 чорна тура · e4 чорний слон · f4 білий кінь · g4 білий слон · h4 біла тура · a3 чорний слон · b3 чорний король · d3 чорний пішак · h2 білий король · e1 чорний кінь | c8 біла тура · f8 білий слон · d7 чорний кінь · a5 чорний пішак · b5 чорний пішак · a4 чорний пішак · d4 чорна тура · e4 чорний слон · f4 білий кінь · g4 білий слон · h4 біла тура · a3 чорний слон · b3 чорний король · d3 чорний пішак · h2 білий король · e1 чорний кінь | c8 біла тура · f8 білий слон · d7 чорний кінь · a5 чорний пішак · b5 чорний пішак · a4 чорний пішак · d4 чорна тура · e4 чорний слон · f4 білий кінь · g4 білий слон · h4 біла тура · a3 чорний слон · b3 чорний король · d3 чорний пішак · h2 білий король · e1 чорний кінь | c8 біла тура · f8 білий слон · d7 чорний кінь · a5 чорний пішак · b5 чорний пішак · a4 чорний пішак · d4 чорна тура · e4 чорний слон · f4 білий кінь · g4 білий слон · h4 біла тура · a3 чорний слон · b3 чорний король · d3 чорний пішак · h2 білий король · e1 чорний кінь | 8 |
| 7 | c8 біла тура · f8 білий слон · d7 чорний кінь · a5 чорний пішак · b5 чорний пішак · a4 чорний пішак · d4 чорна тура · e4 чорний слон · f4 білий кінь · g4 білий слон · h4 біла тура · a3 чорний слон · b3 чорний король · d3 чорний пішак · h2 білий король · e1 чорний кінь | c8 біла тура · f8 білий слон · d7 чорний кінь · a5 чорний пішак · b5 чорний пішак · a4 чорний пішак · d4 чорна тура · e4 чорний слон · f4 білий кінь · g4 білий слон · h4 біла тура · a3 чорний слон · b3 чорний король · d3 чорний пішак · h2 білий король · e1 чорний кінь | c8 біла тура · f8 білий слон · d7 чорний кінь · a5 чорний пішак · b5 чорний пішак · a4 чорний пішак · d4 чорна тура · e4 чорний слон · f4 білий кінь · g4 білий слон · h4 біла тура · a3 чорний слон · b3 чорний король · d3 чорний пішак · h2 білий король · e1 чорний кінь | c8 біла тура · f8 білий слон · d7 чорний кінь · a5 чорний пішак · b5 чорний пішак · a4 чорний пішак · d4 чорна тура · e4 чорний слон · f4 білий кінь · g4 білий слон · h4 біла тура · a3 чорний слон · b3 чорний король · d3 чорний пішак · h2 білий король · e1 чорний кінь | c8 біла тура · f8 білий слон · d7 чорний кінь · a5 чорний пішак · b5 чорний пішак · a4 чорний пішак · d4 чорна тура · e4 чорний слон · f4 білий кінь · g4 білий слон · h4 біла тура · a3 чорний слон · b3 чорний король · d3 чорний пішак · h2 білий король · e1 чорний кінь | c8 біла тура · f8 білий слон · d7 чорний кінь · a5 чорний пішак · b5 чорний пішак · a4 чорний пішак · d4 чорна тура · e4 чорний слон · f4 білий кінь · g4 білий слон · h4 біла тура · a3 чорний слон · b3 чорний король · d3 чорний пішак · h2 білий король · e1 чорний кінь | c8 біла тура · f8 білий слон · d7 чорний кінь · a5 чорний пішак · b5 чорний пішак · a4 чорний пішак · d4 чорна тура · e4 чорний слон · f4 білий кінь · g4 білий слон · h4 біла тура · a3 чорний слон · b3 чорний король · d3 чорний пішак · h2 білий король · e1 чорний кінь | c8 біла тура · f8 білий слон · d7 чорний кінь · a5 чорний пішак · b5 чорний пішак · a4 чорний пішак · d4 чорна тура · e4 чорний слон · f4 білий кінь · g4 білий слон · h4 біла тура · a3 чорний слон · b3 чорний король · d3 чорний пішак · h2 білий король · e1 чорний кінь | 7 |
| 6 | c8 біла тура · f8 білий слон · d7 чорний кінь · a5 чорний пішак · b5 чорний пішак · a4 чорний пішак · d4 чорна тура · e4 чорний слон · f4 білий кінь · g4 білий слон · h4 біла тура · a3 чорний слон · b3 чорний король · d3 чорний пішак · h2 білий король · e1 чорний кінь | c8 біла тура · f8 білий слон · d7 чорний кінь · a5 чорний пішак · b5 чорний пішак · a4 чорний пішак · d4 чорна тура · e4 чорний слон · f4 білий кінь · g4 білий слон · h4 біла тура · a3 чорний слон · b3 чорний король · d3 чорний пішак · h2 білий король · e1 чорний кінь | c8 біла тура · f8 білий слон · d7 чорний кінь · a5 чорний пішак · b5 чорний пішак · a4 чорний пішак · d4 чорна тура · e4 чорний слон · f4 білий кінь · g4 білий слон · h4 біла тура · a3 чорний слон · b3 чорний король · d3 чорний пішак · h2 білий король · e1 чорний кінь | c8 біла тура · f8 білий слон · d7 чорний кінь · a5 чорний пішак · b5 чорний пішак · a4 чорний пішак · d4 чорна тура · e4 чорний слон · f4 білий кінь · g4 білий слон · h4 біла тура · a3 чорний слон · b3 чорний король · d3 чорний пішак · h2 білий король · e1 чорний кінь | c8 біла тура · f8 білий слон · d7 чорний кінь · a5 чорний пішак · b5 чорний пішак · a4 чорний пішак · d4 чорна тура · e4 чорний слон · f4 білий кінь · g4 білий слон · h4 біла тура · a3 чорний слон · b3 чорний король · d3 чорний пішак · h2 білий король · e1 чорний кінь | c8 біла тура · f8 білий слон · d7 чорний кінь · a5 чорний пішак · b5 чорний пішак · a4 чорний пішак · d4 чорна тура · e4 чорний слон · f4 білий кінь · g4 білий слон · h4 біла тура · a3 чорний слон · b3 чорний король · d3 чорний пішак · h2 білий король · e1 чорний кінь | c8 біла тура · f8 білий слон · d7 чорний кінь · a5 чорний пішак · b5 чорний пішак · a4 чорний пішак · d4 чорна тура · e4 чорний слон · f4 білий кінь · g4 білий слон · h4 біла тура · a3 чорний слон · b3 чорний король · d3 чорний пішак · h2 білий король · e1 чорний кінь | c8 біла тура · f8 білий слон · d7 чорний кінь · a5 чорний пішак · b5 чорний пішак · a4 чорний пішак · d4 чорна тура · e4 чорний слон · f4 білий кінь · g4 білий слон · h4 біла тура · a3 чорний слон · b3 чорний король · d3 чорний пішак · h2 білий король · e1 чорний кінь | 6 |
| 5 | c8 біла тура · f8 білий слон · d7 чорний кінь · a5 чорний пішак · b5 чорний пішак · a4 чорний пішак · d4 чорна тура · e4 чорний слон · f4 білий кінь · g4 білий слон · h4 біла тура · a3 чорний слон · b3 чорний король · d3 чорний пішак · h2 білий король · e1 чорний кінь | c8 біла тура · f8 білий слон · d7 чорний кінь · a5 чорний пішак · b5 чорний пішак · a4 чорний пішак · d4 чорна тура · e4 чорний слон · f4 білий кінь · g4 білий слон · h4 біла тура · a3 чорний слон · b3 чорний король · d3 чорний пішак · h2 білий король · e1 чорний кінь | c8 біла тура · f8 білий слон · d7 чорний кінь · a5 чорний пішак · b5 чорний пішак · a4 чорний пішак · d4 чорна тура · e4 чорний слон · f4 білий кінь · g4 білий слон · h4 біла тура · a3 чорний слон · b3 чорний король · d3 чорний пішак · h2 білий король · e1 чорний кінь | c8 біла тура · f8 білий слон · d7 чорний кінь · a5 чорний пішак · b5 чорний пішак · a4 чорний пішак · d4 чорна тура · e4 чорний слон · f4 білий кінь · g4 білий слон · h4 біла тура · a3 чорний слон · b3 чорний король · d3 чорний пішак · h2 білий король · e1 чорний кінь | c8 біла тура · f8 білий слон · d7 чорний кінь · a5 чорний пішак · b5 чорний пішак · a4 чорний пішак · d4 чорна тура · e4 чорний слон · f4 білий кінь · g4 білий слон · h4 біла тура · a3 чорний слон · b3 чорний король · d3 чорний пішак · h2 білий король · e1 чорний кінь | c8 біла тура · f8 білий слон · d7 чорний кінь · a5 чорний пішак · b5 чорний пішак · a4 чорний пішак · d4 чорна тура · e4 чорний слон · f4 білий кінь · g4 білий слон · h4 біла тура · a3 чорний слон · b3 чорний король · d3 чорний пішак · h2 білий король · e1 чорний кінь | c8 біла тура · f8 білий слон · d7 чорний кінь · a5 чорний пішак · b5 чорний пішак · a4 чорний пішак · d4 чорна тура · e4 чорний слон · f4 білий кінь · g4 білий слон · h4 біла тура · a3 чорний слон · b3 чорний король · d3 чорний пішак · h2 білий король · e1 чорний кінь | c8 біла тура · f8 білий слон · d7 чорний кінь · a5 чорний пішак · b5 чорний пішак · a4 чорний пішак · d4 чорна тура · e4 чорний слон · f4 білий кінь · g4 білий слон · h4 біла тура · a3 чорний слон · b3 чорний король · d3 чорний пішак · h2 білий король · e1 чорний кінь | 5 |
| 4 | c8 біла тура · f8 білий слон · d7 чорний кінь · a5 чорний пішак · b5 чорний пішак · a4 чорний пішак · d4 чорна тура · e4 чорний слон · f4 білий кінь · g4 білий слон · h4 біла тура · a3 чорний слон · b3 чорний король · d3 чорний пішак · h2 білий король · e1 чорний кінь | c8 біла тура · f8 білий слон · d7 чорний кінь · a5 чорний пішак · b5 чорний пішак · a4 чорний пішак · d4 чорна тура · e4 чорний слон · f4 білий кінь · g4 білий слон · h4 біла тура · a3 чорний слон · b3 чорний король · d3 чорний пішак · h2 білий король · e1 чорний кінь | c8 біла тура · f8 білий слон · d7 чорний кінь · a5 чорний пішак · b5 чорний пішак · a4 чорний пішак · d4 чорна тура · e4 чорний слон · f4 білий кінь · g4 білий слон · h4 біла тура · a3 чорний слон · b3 чорний король · d3 чорний пішак · h2 білий король · e1 чорний кінь | c8 біла тура · f8 білий слон · d7 чорний кінь · a5 чорний пішак · b5 чорний пішак · a4 чорний пішак · d4 чорна тура · e4 чорний слон · f4 білий кінь · g4 білий слон · h4 біла тура · a3 чорний слон · b3 чорний король · d3 чорний пішак · h2 білий король · e1 чорний кінь | c8 біла тура · f8 білий слон · d7 чорний кінь · a5 чорний пішак · b5 чорний пішак · a4 чорний пішак · d4 чорна тура · e4 чорний слон · f4 білий кінь · g4 білий слон · h4 біла тура · a3 чорний слон · b3 чорний король · d3 чорний пішак · h2 білий король · e1 чорний кінь | c8 біла тура · f8 білий слон · d7 чорний кінь · a5 чорний пішак · b5 чорний пішак · a4 чорний пішак · d4 чорна тура · e4 чорний слон · f4 білий кінь · g4 білий слон · h4 біла тура · a3 чорний слон · b3 чорний король · d3 чорний пішак · h2 білий король · e1 чорний кінь | c8 біла тура · f8 білий слон · d7 чорний кінь · a5 чорний пішак · b5 чорний пішак · a4 чорний пішак · d4 чорна тура · e4 чорний слон · f4 білий кінь · g4 білий слон · h4 біла тура · a3 чорний слон · b3 чорний король · d3 чорний пішак · h2 білий король · e1 чорний кінь | c8 біла тура · f8 білий слон · d7 чорний кінь · a5 чорний пішак · b5 чорний пішак · a4 чорний пішак · d4 чорна тура · e4 чорний слон · f4 білий кінь · g4 білий слон · h4 біла тура · a3 чорний слон · b3 чорний король · d3 чорний пішак · h2 білий король · e1 чорний кінь | 4 |
| 3 | c8 біла тура · f8 білий слон · d7 чорний кінь · a5 чорний пішак · b5 чорний пішак · a4 чорний пішак · d4 чорна тура · e4 чорний слон · f4 білий кінь · g4 білий слон · h4 біла тура · a3 чорний слон · b3 чорний король · d3 чорний пішак · h2 білий король · e1 чорний кінь | c8 біла тура · f8 білий слон · d7 чорний кінь · a5 чорний пішак · b5 чорний пішак · a4 чорний пішак · d4 чорна тура · e4 чорний слон · f4 білий кінь · g4 білий слон · h4 біла тура · a3 чорний слон · b3 чорний король · d3 чорний пішак · h2 білий король · e1 чорний кінь | c8 біла тура · f8 білий слон · d7 чорний кінь · a5 чорний пішак · b5 чорний пішак · a4 чорний пішак · d4 чорна тура · e4 чорний слон · f4 білий кінь · g4 білий слон · h4 біла тура · a3 чорний слон · b3 чорний король · d3 чорний пішак · h2 білий король · e1 чорний кінь | c8 біла тура · f8 білий слон · d7 чорний кінь · a5 чорний пішак · b5 чорний пішак · a4 чорний пішак · d4 чорна тура · e4 чорний слон · f4 білий кінь · g4 білий слон · h4 біла тура · a3 чорний слон · b3 чорний король · d3 чорний пішак · h2 білий король · e1 чорний кінь | c8 біла тура · f8 білий слон · d7 чорний кінь · a5 чорний пішак · b5 чорний пішак · a4 чорний пішак · d4 чорна тура · e4 чорний слон · f4 білий кінь · g4 білий слон · h4 біла тура · a3 чорний слон · b3 чорний король · d3 чорний пішак · h2 білий король · e1 чорний кінь | c8 біла тура · f8 білий слон · d7 чорний кінь · a5 чорний пішак · b5 чорний пішак · a4 чорний пішак · d4 чорна тура · e4 чорний слон · f4 білий кінь · g4 білий слон · h4 біла тура · a3 чорний слон · b3 чорний король · d3 чорний пішак · h2 білий король · e1 чорний кінь | c8 біла тура · f8 білий слон · d7 чорний кінь · a5 чорний пішак · b5 чорний пішак · a4 чорний пішак · d4 чорна тура · e4 чорний слон · f4 білий кінь · g4 білий слон · h4 біла тура · a3 чорний слон · b3 чорний король · d3 чорний пішак · h2 білий король · e1 чорний кінь | c8 біла тура · f8 білий слон · d7 чорний кінь · a5 чорний пішак · b5 чорний пішак · a4 чорний пішак · d4 чорна тура · e4 чорний слон · f4 білий кінь · g4 білий слон · h4 біла тура · a3 чорний слон · b3 чорний король · d3 чорний пішак · h2 білий король · e1 чорний кінь | 3 |
| 2 | c8 біла тура · f8 білий слон · d7 чорний кінь · a5 чорний пішак · b5 чорний пішак · a4 чорний пішак · d4 чорна тура · e4 чорний слон · f4 білий кінь · g4 білий слон · h4 біла тура · a3 чорний слон · b3 чорний король · d3 чорний пішак · h2 білий король · e1 чорний кінь | c8 біла тура · f8 білий слон · d7 чорний кінь · a5 чорний пішак · b5 чорний пішак · a4 чорний пішак · d4 чорна тура · e4 чорний слон · f4 білий кінь · g4 білий слон · h4 біла тура · a3 чорний слон · b3 чорний король · d3 чорний пішак · h2 білий король · e1 чорний кінь | c8 біла тура · f8 білий слон · d7 чорний кінь · a5 чорний пішак · b5 чорний пішак · a4 чорний пішак · d4 чорна тура · e4 чорний слон · f4 білий кінь · g4 білий слон · h4 біла тура · a3 чорний слон · b3 чорний король · d3 чорний пішак · h2 білий король · e1 чорний кінь | c8 біла тура · f8 білий слон · d7 чорний кінь · a5 чорний пішак · b5 чорний пішак · a4 чорний пішак · d4 чорна тура · e4 чорний слон · f4 білий кінь · g4 білий слон · h4 біла тура · a3 чорний слон · b3 чорний король · d3 чорний пішак · h2 білий король · e1 чорний кінь | c8 біла тура · f8 білий слон · d7 чорний кінь · a5 чорний пішак · b5 чорний пішак · a4 чорний пішак · d4 чорна тура · e4 чорний слон · f4 білий кінь · g4 білий слон · h4 біла тура · a3 чорний слон · b3 чорний король · d3 чорний пішак · h2 білий король · e1 чорний кінь | c8 біла тура · f8 білий слон · d7 чорний кінь · a5 чорний пішак · b5 чорний пішак · a4 чорний пішак · d4 чорна тура · e4 чорний слон · f4 білий кінь · g4 білий слон · h4 біла тура · a3 чорний слон · b3 чорний король · d3 чорний пішак · h2 білий король · e1 чорний кінь | c8 біла тура · f8 білий слон · d7 чорний кінь · a5 чорний пішак · b5 чорний пішак · a4 чорний пішак · d4 чорна тура · e4 чорний слон · f4 білий кінь · g4 білий слон · h4 біла тура · a3 чорний слон · b3 чорний король · d3 чорний пішак · h2 білий король · e1 чорний кінь | c8 біла тура · f8 білий слон · d7 чорний кінь · a5 чорний пішак · b5 чорний пішак · a4 чорний пішак · d4 чорна тура · e4 чорний слон · f4 білий кінь · g4 білий слон · h4 біла тура · a3 чорний слон · b3 чорний король · d3 чорний пішак · h2 білий король · e1 чорний кінь | 2 |
| 1 | c8 біла тура · f8 білий слон · d7 чорний кінь · a5 чорний пішак · b5 чорний пішак · a4 чорний пішак · d4 чорна тура · e4 чорний слон · f4 білий кінь · g4 білий слон · h4 біла тура · a3 чорний слон · b3 чорний король · d3 чорний пішак · h2 білий король · e1 чорний кінь | c8 біла тура · f8 білий слон · d7 чорний кінь · a5 чорний пішак · b5 чорний пішак · a4 чорний пішак · d4 чорна тура · e4 чорний слон · f4 білий кінь · g4 білий слон · h4 біла тура · a3 чорний слон · b3 чорний король · d3 чорний пішак · h2 білий король · e1 чорний кінь | c8 біла тура · f8 білий слон · d7 чорний кінь · a5 чорний пішак · b5 чорний пішак · a4 чорний пішак · d4 чорна тура · e4 чорний слон · f4 білий кінь · g4 білий слон · h4 біла тура · a3 чорний слон · b3 чорний король · d3 чорний пішак · h2 білий король · e1 чорний кінь | c8 біла тура · f8 білий слон · d7 чорний кінь · a5 чорний пішак · b5 чорний пішак · a4 чорний пішак · d4 чорна тура · e4 чорний слон · f4 білий кінь · g4 білий слон · h4 біла тура · a3 чорний слон · b3 чорний король · d3 чорний пішак · h2 білий король · e1 чорний кінь | c8 біла тура · f8 білий слон · d7 чорний кінь · a5 чорний пішак · b5 чорний пішак · a4 чорний пішак · d4 чорна тура · e4 чорний слон · f4 білий кінь · g4 білий слон · h4 біла тура · a3 чорний слон · b3 чорний король · d3 чорний пішак · h2 білий король · e1 чорний кінь | c8 біла тура · f8 білий слон · d7 чорний кінь · a5 чорний пішак · b5 чорний пішак · a4 чорний пішак · d4 чорна тура · e4 чорний слон · f4 білий кінь · g4 білий слон · h4 біла тура · a3 чорний слон · b3 чорний король · d3 чорний пішак · h2 білий король · e1 чорний кінь | c8 біла тура · f8 білий слон · d7 чорний кінь · a5 чорний пішак · b5 чорний пішак · a4 чорний пішак · d4 чорна тура · e4 чорний слон · f4 білий кінь · g4 білий слон · h4 біла тура · a3 чорний слон · b3 чорний король · d3 чорний пішак · h2 білий король · e1 чорний кінь | c8 біла тура · f8 білий слон · d7 чорний кінь · a5 чорний пішак · b5 чорний пішак · a4 чорний пішак · d4 чорна тура · e4 чорний слон · f4 білий кінь · g4 білий слон · h4 біла тура · a3 чорний слон · b3 чорний король · d3 чорний пішак · h2 білий король · e1 чорний кінь | 1 |
|   | a | b | c | d | e | f | g | h |   |

FEN: 2R2B2/3n4/8/pp6/p2rbNBR/bk1p4/7K/4n3
2 Sol

I  1.Bc6 Se2 2.Kc4 Be6#

II 1.Rd6 Bd1+ 2.Kb4 Sd5#
На перший погляд майбутня гра чорної пів-зв'язки і білої пів-батареї непомітна, все стає зрозумілим після ходу чорного короля. В цій задачі додатково виражено подвійний клапан і тему Бороша